# Научно-просветительный центр «Холокост»
Научно-просветительный центр «Холоко́ст» — межрегиональная общественная организация. Первая на постсоветском пространстве организация, поставившая целью увековечение памяти о жертвах Холокоста; создание музеев и документальных экспозиций; включение темы в образовательные программы и стандарты школ и вузов; проведение мемориальных вечеров; создание мемориалов погибших; сбор документов, свидетельств и воспоминаний.
Центр создан в Москве 1 апреля 1992 года. В 1997 году организован Межрегиональный Фонд по созданию Музея Холокоста. Помещение Фонда в центре Москвы было выделено по распоряжению Правительства РФ.

## Образовательная и общественная деятельность
В Центре «Холокост» располагаются специализированная библиотека, видеотека; архив, где хранятся личные фонды и коллекции бывших узников гетто, участников Великой Отечественной войны и Сопротивления; лекционный и выставочный зал с постоянной документальной экспозицией и передвижными выставками. Ежемесячно проходят заседания дискуссионного клуба «Неизвестный Холокост», Военно-исторического клуба имени генерала П. Л. Бограда, Молодёжного центра и «Клуба праведников мира». Регулярно выступают с лекциями и докладами ведущие учёные мира. Ежегодно Центр проводит вечера Памяти жертв Холокоста и героев Сопротивления, в которых участвуют руководители Правительства России. Также Центр «Холокост» участвует в ежегодной «Недели Памяти» Российского Еврейского Конгресса, наряду с правительством Москвы, Федеральным агентством по делам национальностей, Посольством Государства Израиль в РФ и Израильским культурным центром «Натив».
Отделения Центра находятся в Санкт-Петербурге, Владимире, Ростове-на-Дону, Смоленске, Таганроге, Бресте. Член Международной ассоциации центров «Холокост».
Ежегодно (с 1995 года) проводятся вечера и мемориальные церемонии, посвящённые годовщине освобождения Освенцима и Международному дню памяти жертв Холокоста (27 января). Издано более 30 книг в серии «Российская библиотека Холокоста». Центр и Фонд «Холокост» организовывают международные научные конференции. Образовательные семинары по теме прошли от Бреста до Владивостока, от Архангельска до Калининграда. Ежегодно проводятся международные конкурсы работ о Холокосте и международные конференции школьников. Центр и Фонд принимали участие в создании документальных фильмов «Брестское гетто» (1995), «Процесс» (2002), «Неизвестный Освенцим» и «Мир после Освенцима». Документы и предметы, собранные Фондом, были положены в основу первой документальной экспозиции в Мемориальной синагоге на Поклонной Горе. Тесные партнёрские отношения поддерживаются со всеми ведущими музеями и научными центрами Европы, Израиля, Северной Америки, Японии, стран СНГ и Балтии.
С 10 февраля 2003 года начал функционировать сайт Центра и Фонда. Новая версия сайта начала работу 1 декабря 2007 года.

## Руководители НПЦ и Фонда «Холокост»
- Алла Гербер, писатель и журналист, общественный деятель.
- Илья Альтман, к. и. н., историк и архивист.
- Первый президент — историк и философ Михаил Гефтер (1918—1995).

## Прочее
Ежегодно в центре работают волонтёры из Германии (Aktion Sühnezeichen Friedensdienste) и Австрии (Австрийская мемориальная служба).